# Wilhelmina van Pruisen (1709-1758)

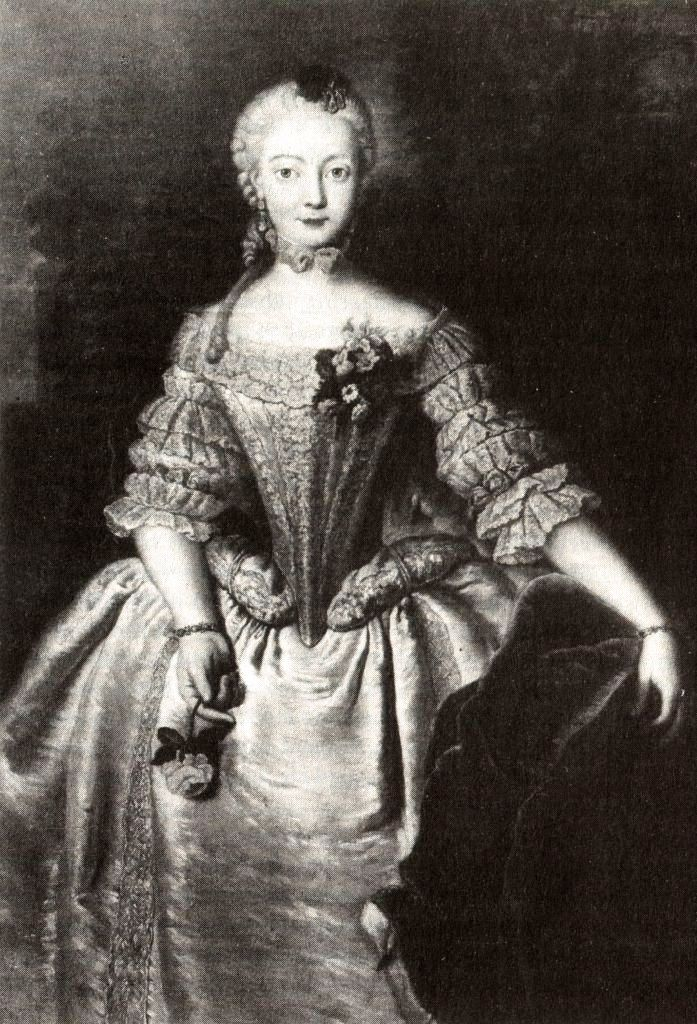
Prinses Wilhelmina van Pruisen

Frederika Sophia Wilhelmina (Duits: Friederike Sophie Wilhelmine von Preußen) (Potsdam, 3 juli 1709 — Bayreuth, 14 oktober 1758) was de oudste dochter van Frederik Willem I van Pruisen en van Sophia Dorothea van Hannover. Zij is vooral bekend als de markgravin van Bayreuth, die ver onder haar waardigheid en stand trouwde. 

## Biografie
Wilhelmina was de oudste dochter en werd evenals haar broer Frederik streng en liefdeloos opgevoed aan het Pruisische hof. Ze leerde Frans, Italiaans en Engels. Haar moeder, de dochter van koning George I van Groot-Brittannië wilde dat zij met haar neef kroonprins Frederik zou trouwen. De onderhandelingen mislukten en Wilhelmina werd uitgehuwd aan een andere neef, de kunstzinnige Frederik van Brandenburg-Bayreuth, die in Genève studeerde. Zij trouwden in 1731 en Wilhelmina verhuisde naar een stadje met 7000 inwoners. Ontgoocheld beschreef zij haar aankomst in het oude kasteel. In 1732 werd ze moeder van Elisabeth. Haar echtgenoot nam later een uit Berlijn meegekomen hofdame als maîtresse en gaf zijn vrouw de vrije hand.
Wilhelmina, de lievelingszuster van koning Frederik II van Pruisen, begon zich in Bayreuth te amuseren. Zij hield zich evenals haar broer bezig met componeren. Zij speelde viool, fluit, cembalo en luit. In 1735 begon zij met de aanleg van een kluizenarij, haar toevluchtsoord in de tuin. In 1743 kwam Voltaire langs in gezelschap van haar broer en Francesco Algarotti. Er kwam een ruïnetheater, dat veel navolging kreeg. Toen zij Maria Theresia in 1745 had uitgenodigd naar Bayreuth ontstond er afstand met haar broer, die enkele jaren daarvoor Silezië had afgepikt van Oostenrijk. Tussen 1746 en 1750 liet zij het Markgrafelijk Operahuis bouwen, een van de weinig in stand gebleven barokopera's ter wereld. Het operagebouw, gebaseerd op de opera in Wenen, werd ingewijd met Ezio, gedirigeerd door Johann Adolf Hasse ter gelegenheid van het huwelijk van de zestienjarige Karel Eugenius van Württemberg en Elisabeth  (door Giacomo Casanova de mooiste prinses van Duitsland genoemd). De opera, met een goede akoestiek vanwege al het hout, werd voornamelijk in de zomer gebruikt vanwege de hoge stook- en verlichtingskosten. De kosten van het branden van de kaarsen bij een opvoering overtroffen de gages.

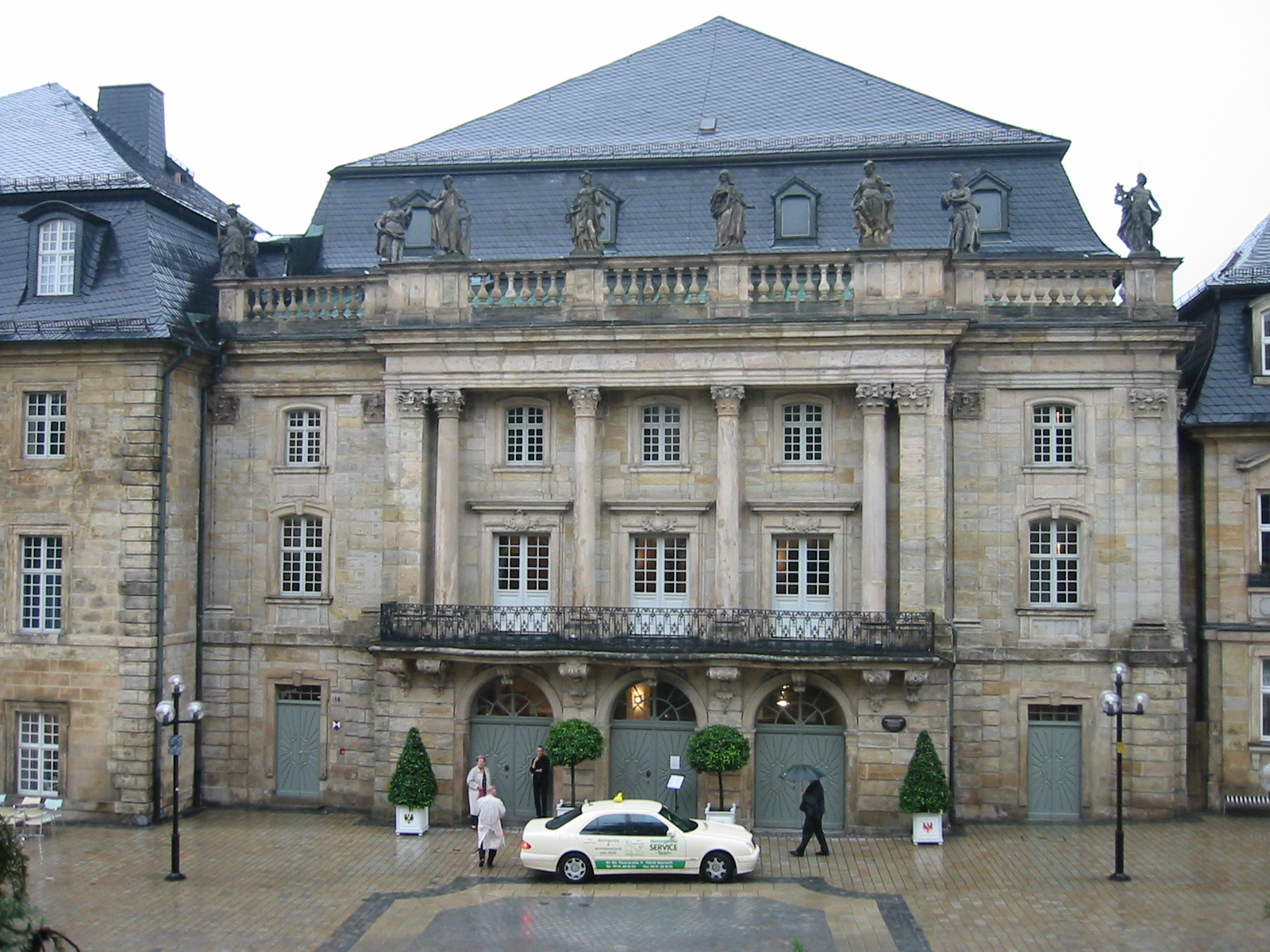
Markgräfliches Opernhaus

In 1749 werd begonnen met de bouw van een nieuw paleis, de bouw werd bespoedigd toen het oude paleis in 1753 door brand werd verwoest. Het echtpaar betrok twee woonhuizen met tussenin een kerk. Bijna alle ruimtes in het intieme paleis werden versierd met bloemen en blaadjes, de zogenaamde Bayreuther Rococo. De Japanse en de palmen kamer zijn uniek in zijn soort. De kenmerkende schelpmotieven zijn verdwenen. In de kunstgalerie hangen schilderijen van Jan Weenix, en opvallend veel werken van Gerard Hoet, Adriaen van der Werff en Gerard de Lairesse. 
In 1740 schreef Wilhelmina Arganore, een opera (tragedie) over het hofleven en ensceneerde zelf. Zij hield zich verder bezig met het schrijven van brieven, literatuur, tuinontwerp en het schilderen van portretten van artiesten en musici, die langs kwamen. Tamelijk onbekend zijn de soms als onbetrouwbaar geschetste Memoires de ma vie. Ze nam wraak in deze dagboeken en beschreef tussen 1744 en 1747 het Pruisische hofleven en zichzelf als een orchidee in een kooltuin. Als historisch interessanter wordt de briefwisseling met haar broer Frederik II van Pruisen beschouwd. 

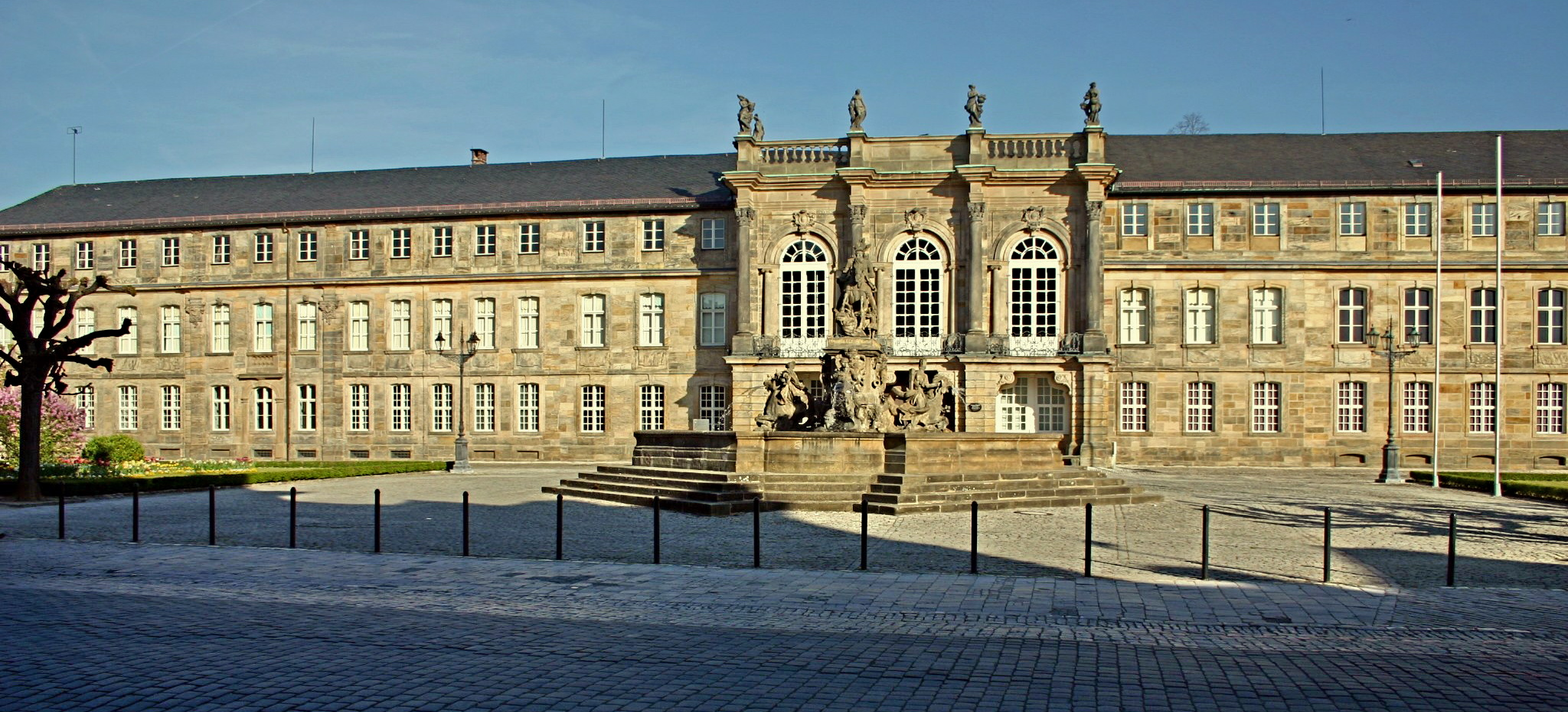
Neues Schloss Bayreuth

Aan de oprichting van een universiteit in 1743, Friedrich-Alexander-Universität Erlangen-Nürnberg lag haar lijfarts, de in Rotterdam geboren hugenoot Daniël de Superville ten grondslag. De geleerden werd uitdrukkelijk verboden zich op de Bijbel te beroepen. In 1754/55 reisde het echtpaar naar Zuid-Frankrijk en Italië om de archeologische opgravingen te aanschouwen, begeleid door de hofarchitect Carl von Gontard. Wilhelmina liet zich schilderen door Anton Rafael Mengs als Cleopatra en Semiramide. Aan het einde van haar leven werd zij ziek, zwaarmoedig en katholiek. Voltaire, die zij terecht had gewezen, schreef niettemin een ode bij haar dood. Kunstenaars en dichters trokken vroeger op pelgrimsreis naar Napels, Florence of Ferrara, maar bezochten nu Bayreuth. Aan haar herinnering staat in Potsdam de Freundschaftstempel opgericht door haar broer, met wie zij haar leven lang een innige vriendschap onderhield.
De markgravin van Bayreuth maakte van de stad een waar intellectueel centrum, haar levend gewijd aan Apollo en de negen muzen. De aan het hof verbonden Italiaanse, Franse en Duitse kunstenaars vertrokken na de dood van haar echtgenoot in 1763 naar Potsdam. Het graafschap was failliet.

## Kwartierstaat
| Frederik Willem I van Brandenburg (1620-1688) | Frederik Willem I van Brandenburg (1620-1688) | Frederik Willem I van Brandenburg (1620-1688) | Frederik Willem I van Brandenburg (1620-1688) | Frederik Willem I van Brandenburg (1620-1688) | Frederik Willem I van Brandenburg (1620-1688) | Louise Henriëtte van Nassau (1627-1667) | Louise Henriëtte van Nassau (1627-1667) | Louise Henriëtte van Nassau (1627-1667) | Louise Henriëtte van Nassau (1627-1667) | Louise Henriëtte van Nassau (1627-1667)   | Louise Henriëtte van Nassau (1627-1667)   |                                           |                                           | Ernst August van Brunswijk-Lüneburg (1629-1698) | Ernst August van Brunswijk-Lüneburg (1629-1698) | Ernst August van Brunswijk-Lüneburg (1629-1698) | Ernst August van Brunswijk-Lüneburg (1629-1698) | Ernst August van Brunswijk-Lüneburg (1629-1698) | Ernst August van Brunswijk-Lüneburg (1629-1698) | Sophia van de Palts (1630-1714)           | Sophia van de Palts (1630-1714)           | Sophia van de Palts (1630-1714) | Sophia van de Palts (1630-1714) | Sophia van de Palts (1630-1714)              | Sophia van de Palts (1630-1714)              |                                              |                                              | Ernst August van Brunswijk-Lüneburg (1629-1698) | Ernst August van Brunswijk-Lüneburg (1629-1698) | Ernst August van Brunswijk-Lüneburg (1629-1698) | Ernst August van Brunswijk-Lüneburg (1629-1698) | Ernst August van Brunswijk-Lüneburg (1629-1698) | Ernst August van Brunswijk-Lüneburg (1629-1698) | Sophia van de Palts (1630-1714)           | Sophia van de Palts (1630-1714)           | Sophia van de Palts (1630-1714)           | Sophia van de Palts (1630-1714)           | Sophia van de Palts (1630-1714)          | Sophia van de Palts (1630-1714)          |                                          |                                          | George Willem van Brunswijk-Lüneburg (1624-1705) | George Willem van Brunswijk-Lüneburg (1624-1705) | George Willem van Brunswijk-Lüneburg (1624-1705) | George Willem van Brunswijk-Lüneburg (1624-1705) | George Willem van Brunswijk-Lüneburg (1624-1705) | George Willem van Brunswijk-Lüneburg (1624-1705) | Eleonora van Olbreuze (1639-1722)     | Eleonora van Olbreuze (1639-1722)     | Eleonora van Olbreuze (1639-1722) | Eleonora van Olbreuze (1639-1722) | Eleonora van Olbreuze (1639-1722) | Eleonora van Olbreuze (1639-1722) |  |  |  |  |  |  |  |  |  |  |  |  |  |  |  |  |  |  |  |  |  |  |  |  |  |  |  |  |  |  |  |  |  |  |  |  |  |  |  |  |  |  |  |  |  |  |  |  |
| Frederik Willem I van Brandenburg (1620-1688) | Frederik Willem I van Brandenburg (1620-1688) | Frederik Willem I van Brandenburg (1620-1688) | Frederik Willem I van Brandenburg (1620-1688) | Frederik Willem I van Brandenburg (1620-1688) | Frederik Willem I van Brandenburg (1620-1688) | Louise Henriëtte van Nassau (1627-1667) | Louise Henriëtte van Nassau (1627-1667) | Louise Henriëtte van Nassau (1627-1667) | Louise Henriëtte van Nassau (1627-1667) | Louise Henriëtte van Nassau (1627-1667)   | Louise Henriëtte van Nassau (1627-1667)   |                                           |                                           | Ernst August van Brunswijk-Lüneburg (1629-1698) | Ernst August van Brunswijk-Lüneburg (1629-1698) | Ernst August van Brunswijk-Lüneburg (1629-1698) | Ernst August van Brunswijk-Lüneburg (1629-1698) | Ernst August van Brunswijk-Lüneburg (1629-1698) | Ernst August van Brunswijk-Lüneburg (1629-1698) | Sophia van de Palts (1630-1714)           | Sophia van de Palts (1630-1714)           | Sophia van de Palts (1630-1714) | Sophia van de Palts (1630-1714) | Sophia van de Palts (1630-1714)              | Sophia van de Palts (1630-1714)              |                                              |                                              | Ernst August van Brunswijk-Lüneburg (1629-1698) | Ernst August van Brunswijk-Lüneburg (1629-1698) | Ernst August van Brunswijk-Lüneburg (1629-1698) | Ernst August van Brunswijk-Lüneburg (1629-1698) | Ernst August van Brunswijk-Lüneburg (1629-1698) | Ernst August van Brunswijk-Lüneburg (1629-1698) | Sophia van de Palts (1630-1714)           | Sophia van de Palts (1630-1714)           | Sophia van de Palts (1630-1714)           | Sophia van de Palts (1630-1714)           | Sophia van de Palts (1630-1714)          | Sophia van de Palts (1630-1714)          |                                          |                                          | George Willem van Brunswijk-Lüneburg (1624-1705) | George Willem van Brunswijk-Lüneburg (1624-1705) | George Willem van Brunswijk-Lüneburg (1624-1705) | George Willem van Brunswijk-Lüneburg (1624-1705) | George Willem van Brunswijk-Lüneburg (1624-1705) | George Willem van Brunswijk-Lüneburg (1624-1705) | Eleonora van Olbreuze (1639-1722)     | Eleonora van Olbreuze (1639-1722)     | Eleonora van Olbreuze (1639-1722) | Eleonora van Olbreuze (1639-1722) | Eleonora van Olbreuze (1639-1722) | Eleonora van Olbreuze (1639-1722) |  |  |  |  |  |  |  |  |  |  |  |  |  |  |  |  |  |  |  |  |  |  |  |  |  |  |  |  |  |  |  |  |  |  |  |  |  |  |  |  |  |  |  |  |  |  |  |  |
|                                               |                                               |                                               |                                               |                                               |                                               |                                         |                                         |                                         |                                         |                                           |                                           |                                           |                                           |                                                 |                                                 |                                                 |                                                 |                                                 |                                                 |                                           |                                           |                                 |                                 |                                              |                                              |                                              |                                              |                                                 |                                                 |                                                 |                                                 |                                                 |                                                 |                                           |                                           |                                           |                                           |                                          |                                          |                                          |                                          |                                                  |                                                  |                                                  |                                                  |                                                  |                                                  |                                       |                                       |                                   |                                   |                                   |                                   |  |  |  |  |  |  |  |  |  |  |  |  |  |  |  |  |  |  |  |  |  |  |  |  |  |  |  |  |  |  |  |  |  |  |  |  |  |  |  |  |  |  |  |  |  |  |  |  |
|                                               |                                               |                                               |                                               | Frederik I van Pruisen (1657-1713)            | Frederik I van Pruisen (1657-1713)            | Frederik I van Pruisen (1657-1713)      | Frederik I van Pruisen (1657-1713)      | Frederik I van Pruisen (1657-1713)      | Frederik I van Pruisen (1657-1713)      |                                           |                                           |                                           |                                           |                                                 |                                                 | Sophie Charlotte van Hannover (1668-1705)       | Sophie Charlotte van Hannover (1668-1705)       | Sophie Charlotte van Hannover (1668-1705)       | Sophie Charlotte van Hannover (1668-1705)       | Sophie Charlotte van Hannover (1668-1705) | Sophie Charlotte van Hannover (1668-1705) |                                 |                                 |                                              |                                              |                                              |                                              |                                                 |                                                 |                                                 |                                                 | George I van Groot-Brittannië (1660-1727)       | George I van Groot-Brittannië (1660-1727)       | George I van Groot-Brittannië (1660-1727) | George I van Groot-Brittannië (1660-1727) | George I van Groot-Brittannië (1660-1727) | George I van Groot-Brittannië (1660-1727) |                                          |                                          |                                          |                                          |                                                  |                                                  | Sophia Dorothea van Celle (1666–1727)            | Sophia Dorothea van Celle (1666–1727)            | Sophia Dorothea van Celle (1666–1727)            | Sophia Dorothea van Celle (1666–1727)            | Sophia Dorothea van Celle (1666–1727) | Sophia Dorothea van Celle (1666–1727) |                                   |                                   |                                   |                                   |  |  |  |  |  |  |  |  |  |  |  |  |  |  |  |  |  |  |  |  |  |  |  |  |  |  |  |  |  |  |  |  |  |  |  |  |  |  |  |  |  |  |  |  |  |  |  |  |
|                                               |                                               |                                               |                                               | Frederik I van Pruisen (1657-1713)            | Frederik I van Pruisen (1657-1713)            | Frederik I van Pruisen (1657-1713)      | Frederik I van Pruisen (1657-1713)      | Frederik I van Pruisen (1657-1713)      | Frederik I van Pruisen (1657-1713)      |                                           |                                           |                                           |                                           |                                                 |                                                 | Sophie Charlotte van Hannover (1668-1705)       | Sophie Charlotte van Hannover (1668-1705)       | Sophie Charlotte van Hannover (1668-1705)       | Sophie Charlotte van Hannover (1668-1705)       | Sophie Charlotte van Hannover (1668-1705) | Sophie Charlotte van Hannover (1668-1705) |                                 |                                 |                                              |                                              |                                              |                                              |                                                 |                                                 |                                                 |                                                 | George I van Groot-Brittannië (1660-1727)       | George I van Groot-Brittannië (1660-1727)       | George I van Groot-Brittannië (1660-1727) | George I van Groot-Brittannië (1660-1727) | George I van Groot-Brittannië (1660-1727) | George I van Groot-Brittannië (1660-1727) |                                          |                                          |                                          |                                          |                                                  |                                                  | Sophia Dorothea van Celle (1666–1727)            | Sophia Dorothea van Celle (1666–1727)            | Sophia Dorothea van Celle (1666–1727)            | Sophia Dorothea van Celle (1666–1727)            | Sophia Dorothea van Celle (1666–1727) | Sophia Dorothea van Celle (1666–1727) |                                   |                                   |                                   |                                   |  |  |  |  |  |  |  |  |  |  |  |  |  |  |  |  |  |  |  |  |  |  |  |  |  |  |  |  |  |  |  |  |  |  |  |  |  |  |  |  |  |  |  |  |  |  |  |  |
|                                               |                                               |                                               |                                               |                                               |                                               |                                         |                                         |                                         |                                         | Frederik Willem I van Pruisen (1688-1740) | Frederik Willem I van Pruisen (1688-1740) | Frederik Willem I van Pruisen (1688-1740) | Frederik Willem I van Pruisen (1688-1740) | Frederik Willem I van Pruisen (1688-1740)       | Frederik Willem I van Pruisen (1688-1740)       |                                                 |                                                 |                                                 |                                                 |                                           |                                           |                                 |                                 |                                              |                                              |                                              |                                              |                                                 |                                                 |                                                 |                                                 |                                                 |                                                 |                                           |                                           |                                           |                                           | Sophia Dorothea van Hannover (1687-1757) | Sophia Dorothea van Hannover (1687-1757) | Sophia Dorothea van Hannover (1687-1757) | Sophia Dorothea van Hannover (1687-1757) | Sophia Dorothea van Hannover (1687-1757)         | Sophia Dorothea van Hannover (1687-1757)         |                                                  |                                                  |                                                  |                                                  |                                       |                                       |                                   |                                   |                                   |                                   |  |  |  |  |  |  |  |  |  |  |  |  |  |  |  |  |  |  |  |  |  |  |  |  |  |  |  |  |  |  |  |  |  |  |  |  |  |  |  |  |  |  |  |  |  |  |  |  |
|                                               |                                               |                                               |                                               |                                               |                                               |                                         |                                         |                                         |                                         | Frederik Willem I van Pruisen (1688-1740) | Frederik Willem I van Pruisen (1688-1740) | Frederik Willem I van Pruisen (1688-1740) | Frederik Willem I van Pruisen (1688-1740) | Frederik Willem I van Pruisen (1688-1740)       | Frederik Willem I van Pruisen (1688-1740)       |                                                 |                                                 |                                                 |                                                 |                                           |                                           |                                 |                                 |                                              |                                              |                                              |                                              |                                                 |                                                 |                                                 |                                                 |                                                 |                                                 |                                           |                                           |                                           |                                           | Sophia Dorothea van Hannover (1687-1757) | Sophia Dorothea van Hannover (1687-1757) | Sophia Dorothea van Hannover (1687-1757) | Sophia Dorothea van Hannover (1687-1757) | Sophia Dorothea van Hannover (1687-1757)         | Sophia Dorothea van Hannover (1687-1757)         |                                                  |                                                  |                                                  |                                                  |                                       |                                       |                                   |                                   |                                   |                                   |  |  |  |  |  |  |  |  |  |  |  |  |  |  |  |  |  |  |  |  |  |  |  |  |  |  |  |  |  |  |  |  |  |  |  |  |  |  |  |  |  |  |  |  |  |  |  |  |
|                                               |                                               |                                               |                                               |                                               |                                               |                                         |                                         |                                         |                                         |                                           |                                           |                                           |                                           |                                                 |                                                 |                                                 |                                                 |                                                 |                                                 |                                           |                                           |                                 |                                 |                                              |                                              |                                              |                                              |                                                 |                                                 |                                                 |                                                 |                                                 |                                                 |                                           |                                           |                                           |                                           |                                          |                                          |                                          |                                          |                                                  |                                                  |                                                  |                                                  |                                                  |                                                  |                                       |                                       |                                   |                                   |                                   |                                   |  |  |  |  |  |  |  |  |  |  |  |  |  |  |  |  |  |  |  |  |  |  |  |  |  |  |  |  |  |  |  |  |  |  |  |  |  |  |  |  |  |  |  |  |  |  |  |  |
|                                               |                                               |                                               |                                               |                                               |                                               |                                         |                                         |                                         |                                         |                                           |                                           |                                           |                                           |                                                 |                                                 |                                                 |                                                 |                                                 |                                                 |                                           |                                           |                                 |                                 |                                              |                                              |                                              |                                              |                                                 |                                                 |                                                 |                                                 |                                                 |                                                 |                                           |                                           |                                           |                                           |                                          |                                          |                                          |                                          |                                                  |                                                  |                                                  |                                                  |                                                  |                                                  |                                       |                                       |                                   |                                   |                                   |                                   |  |  |  |  |  |  |  |  |  |  |  |  |  |  |  |  |  |  |  |  |  |  |  |  |  |  |  |  |  |  |  |  |  |  |  |  |  |  |  |  |  |  |  |  |  |  |  |  |
| Wilhelmina van Pruisen (1709-1758)            | Wilhelmina van Pruisen (1709-1758)            | Wilhelmina van Pruisen (1709-1758)            | Wilhelmina van Pruisen (1709-1758)            | Wilhelmina van Pruisen (1709-1758)            | Wilhelmina van Pruisen (1709-1758)            |                                         |                                         | Frederik II van Pruisen (1712-1786)     | Frederik II van Pruisen (1712-1786)     | Frederik II van Pruisen (1712-1786)       | Frederik II van Pruisen (1712-1786)       | Frederik II van Pruisen (1712-1786)       | Frederik II van Pruisen (1712-1786)       |                                                 |                                                 | Frederika van Pruisen (1714-1784)               | Frederika van Pruisen (1714-1784)               | Frederika van Pruisen (1714-1784)               | Frederika van Pruisen (1714-1784)               | Frederika van Pruisen (1714-1784)         | Frederika van Pruisen (1714-1784)         |                                 |                                 | Philippina Charlotte van Pruisen (1716-1801) | Philippina Charlotte van Pruisen (1716-1801) | Philippina Charlotte van Pruisen (1716-1801) | Philippina Charlotte van Pruisen (1716-1801) | Philippina Charlotte van Pruisen (1716-1801)    | Philippina Charlotte van Pruisen (1716-1801)    |                                                 |                                                 | Louisa Ulrika van Pruisen (1720-1782)           | Louisa Ulrika van Pruisen (1720-1782)           | Louisa Ulrika van Pruisen (1720-1782)     | Louisa Ulrika van Pruisen (1720-1782)     | Louisa Ulrika van Pruisen (1720-1782)     | Louisa Ulrika van Pruisen (1720-1782)     |                                          |                                          | August Willem van Pruisen (1722—1758)    | August Willem van Pruisen (1722—1758)    | August Willem van Pruisen (1722—1758)            | August Willem van Pruisen (1722—1758)            | August Willem van Pruisen (1722—1758)            | August Willem van Pruisen (1722—1758)            |                                                  |                                                  | ... + 5 broers en 4 zusters           | ... + 5 broers en 4 zusters           | ... + 5 broers en 4 zusters       | ... + 5 broers en 4 zusters       | ... + 5 broers en 4 zusters       | ... + 5 broers en 4 zusters       |  |  |  |  |  |  |  |  |  |  |  |  |  |  |  |  |  |  |  |  |  |  |  |  |  |  |  |  |  |  |  |  |  |  |  |  |  |  |  |  |  |  |  |  |  |  |  |  |